# Maria Huber
Maria Huber (* 12. Oktober 1979 in Fürstenfeld) ist eine österreichische Politikerin der Grünen. Vom 5. Juli 2022 bis zum 17. Dezember 2024 war sie vom Landtag Steiermark entsandtes Mitglied des Bundesrates.

## Leben

### Ausbildung und Beruf
Maria Huber besuchte nach der Volksschule Ilz ab 1990 das BG/BRG Fürstenfeld, wo sie 1998 maturierte. Ein daran anschließendes Diplomstudium der Technischen Chemie an der Technischen Universität Graz schloss sie 2003 als Diplomingenieurin ab. Es folgte ein Doktoratsstudium der Verfahrenstechnik an der TU Graz und die Promotion 2006.
Danach war sie bis 2008 im Projekt- und Prozessmanagement bei der Clariant AG in Frankfurt am Main und bis 2011 bei der thyssenkrupp Industrial Solutions ebenfalls in Frankfurt am Main als Senior Process Engineer tätig. 2011 wurde sie Mitglied der Geschäftsführung IAF Holding GmbH in Frauental an der Laßnitz.

### Politik
2017 wurde sie Bezirkssprecherin der Grünen im Bezirk Deutschlandsberg und Mitglied des Erweiterten Landesvorstandes der Grünen Steiermark. Seit 2020 gehört sie dem Gemeinderat der Gemeinde Deutschlandsberg an.
Ab dem 5. Juli 2022 war sie vom Landtag Steiermark entsandtes Mitglied des Bundesrates. Sie rückte für Andreas Lackner nach, der in den Landtag wechselte. Am 13. Juli 2022 wurde sie als Bundesrätin angelobt. Nach der Landtagswahl 2024, bei der die Grünen einen Sitz im Bundesrat verloren und damit auch den Fraktionsstatus, schied sie mit 17. Dezember 2024 aus dem Bundesrat aus.